# 陳昱翰
陳昱翰 （1993年12月14日—）為臺灣男子籃球運動員，場上位置為控球後衛。陳昱翰高中畢業後，考進義守大學籃球隊，隨隊競逐大專籃球聯賽，除校園籃球以外也獲得了前往中國男子籃球職業聯賽新疆飞虎青年隊訓練的機會。大二時因為義守與國立臺灣師範大學男籃隊進行比賽間爆發球場衝突，被裁定為鬥毆，處以禁賽兩年。
2016年5月，效力於全國男子籃球聯賽河南賒店老酒，接著於11月重返UBA賽場，並且幫助義守大學奪得公開男二級亞軍，回到一級賽場。
2017年，加盟新成立的寶島夢想家並隨隊競逐2017–18年東南亞職業籃球聯賽，同時也以研究生的身分繼續隨義守大學征戰UBA公開男一級。
2018年2月6日，陳昱翰女友游品瑜於臉書發文稱陳昱翰常與前女友連絡、劈腿，還會酗酒並毆打她。文章刊出後，寶島夢想家旋即聲明已啟動內部調查且在調查期間內暫停陳昱翰於球隊中一切相關活動。
三日後，寶島夢想家球團表示「陳昱翰並無事證涉及任何違法之行為」、「但因私事自我管理及處理不當導致相關事件發生，已影響球團之形象及氛圍，球團將罰款陳昱翰相當於半個月月薪之罰金」，陳昱翰對此回應「都過去了，我不想再談，我現在只想好好專注在比賽」，此外球團亦下達封口令，罰薪後陳昱翰不因此事影響，持續於ABL賽場上出賽。
2017-2018年球季結束後，陳昱翰開刀治療治療左膝半月板破裂傷勢，2018-2019年整季在休養及復健，直到2019年12月復出。不久後，他與夢想家合約到期，考量了2019-2020年ABL球季因嚴重特殊傳染性肺炎疫情，自2020年3月起停賽，陳昱翰在持續和球團討論議約的情況下，投入了第十八季超級籃球聯賽新人選秀會，並且台灣啤酒以首輪第五順位將他選入。2024年2月2日，陳昱翰加盟P. LEAGUE+桃園璞園領航猿。2024年7月1日，桃園璞園領航猿宣布陳昱翰與球隊合約期滿，雙方達成不續約共識。

## 外部連結
- 陳昱翰在P. LEAGUE+
- 陳昱翰在Eurobasket.com（球員）（英语）
- 陳昱翰在Flashscore（英语）
- 陳昱翰在Flashscore（英语）